# Life and Advent Union
Life and Advent Union var en adventkyrka i New England, USA bildad 1848 av John T Walsh.
1863 anslöt sig George Storrs och andra avhoppare från Advent Christian Church (ACC) till kyrkan.
1926 bestod Life and Advent Union av sju församlingar och 535 medlemmar.
1964 återförenades man med moderkyrkan ACC. Vid samgåendet hade man endast omkring 300 medlemmar fördelade på tre församlingar.